# Niederschaeffolsheim
Niederschaeffolsheim (Duits: Niederschäffolsheim) is een gemeente in het Franse departement Bas-Rhin (regio Grand Est). De plaats maakt deel uit van het arrondissement Haguenau-Wissembourg. Niederschaeffolsheim telde op 1 januari 2022 1.331 inwoners.

## Geografie
De oppervlakte van Niederschaeffolsheim bedroeg op 1 januari 2022 6,24 vierkante kilometer; de bevolkingsdichtheid was toen 213,3 inwoners per km².

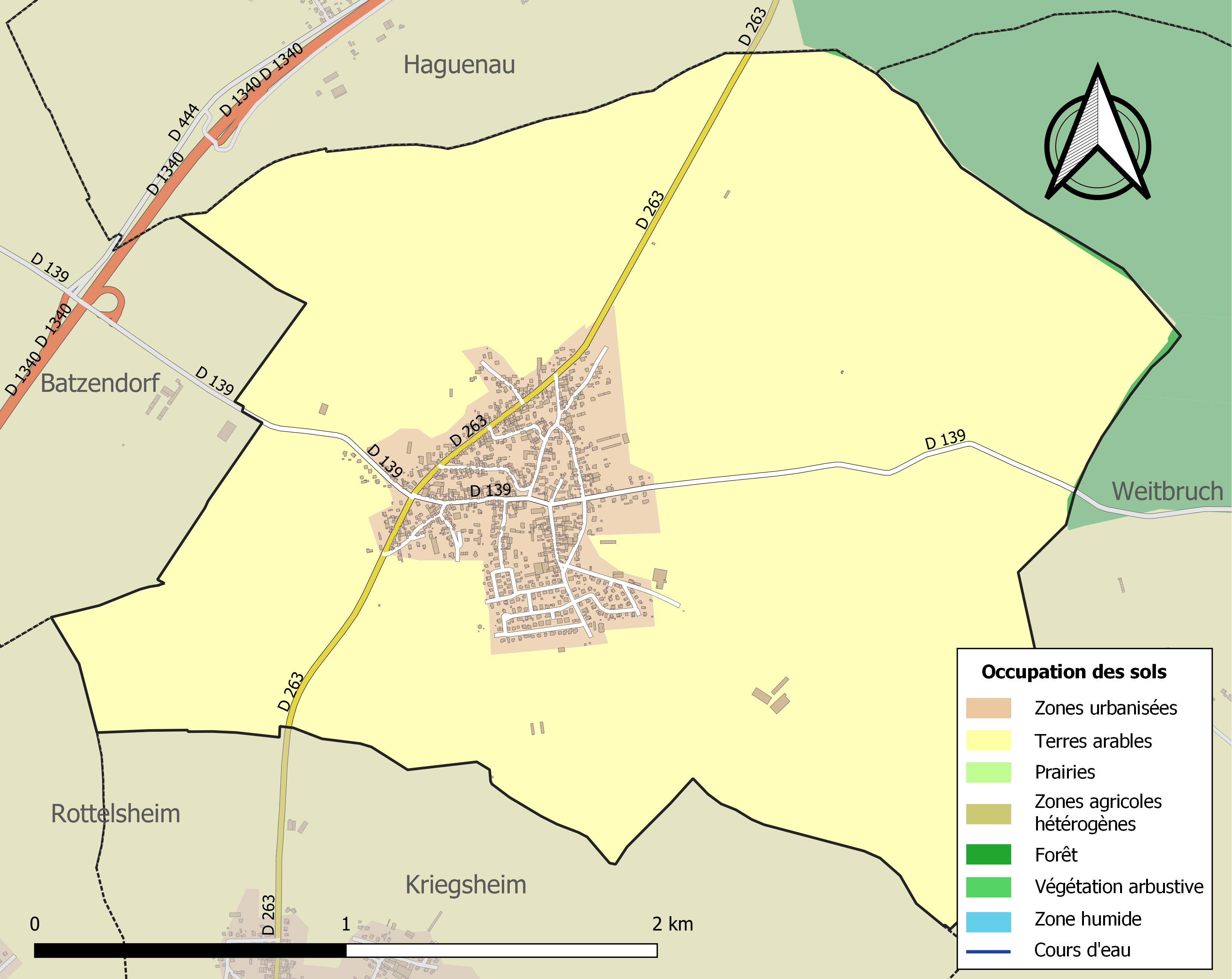
Kaart van de gemeente met de belangrijkste infrastructuur, bodemgebruik en omliggende gemeenten

## Demografie
Onderstaande figuur toont het verloop van het inwonertal (bron: INSEE-tellingen).